# Юлиана Елизабет фон Липе-Бистерфелд
Юлиана Елизабет фон Липе-Бистерфелд (на немски: Juliane Elizabeth zur Lippe-Biesterfeld; * 15 юни 1656 в Бистерфелд; † 29 април 1739) е графиня от Липе-Бистерфелд и чрез женитба графиня на Лайнинген-Вестербург в Алтлайнинген, Бад Дюркхайм.

## Произход
Тя е дъщеря на граф Йобст Херман фон Липе-Бистерфелд (1625 – 1678) и съпругата му графиня Елизабет Юлиана фон Сайн-Витгенщайн-Хоенщайн (1634 – 1689), дъщеря на граф Йохан VIII фон Сайн-Витгенщайн-Хоенщайн-Фалендар (1601 – 1657) и графиня Анна Августа фон Валдек-Вилдунген (1608 – 1658). Сестра е на граф Рудолф Фердинанд (1671 – 1736) и на София Юлиана (1676 – 1705), омъжена на 23 октомври 1694 г. за граф Хайнрих Албрехт фон Зайн-Витгенщайн-Хоенщайн (1658 – 1723).
Юлиана Елизабет умира на 29 април 1739 г. на 82 години.

## Фамилия
Юлиана Елизабет се омъжва на 6 юни или 8 юни 1678 г. за граф Кристоф Кристиан фон Лайнинген-Вестербург (* 11 март 1656; † 17 май 1728, Алтлайнинген), син на граф Георг Вилхелм фон Лайнинген-Вестербург (1619 –1695) и графиня София Елизабет фон Липе-Детмолд (1626 – 1688). Те имат трима сина: 
- Георг Херман фон Лайнинген-Вестербург (* 21 март/1 април 1679; † 4 февруари 1751), граф на Лайнинген-Вестербург в Алтлайнинген, женен I. на 26 февруари 1712 г. в Алвердисен, Детмолд, за графиня Августа Вилхелмина Филипина фон Шаумбург-Липе (1693 – 1721), II. на 24 декември 1724 г. за графиня и наследствената маршалка Шарлота Вилхелмина фон Папенхайм (1708 – 1792)
- Симон Кристоф фон Лайнинген-Вестербург (* 6 май 1680; † 12 юни 1750/13 февруари 1761)
- Карл Кристиан фон Лайнинген-Вестербург (* 11 ноември 1686/15 ноември 1687; † 1 юни 1752)